# 第六季超級籃球聯賽新人選秀會
2008年第6季SBL超級籃球聯賽新人選秀會為超級籃球聯賽（SBL）在第6季SBL開打之前舉辦的第2屆新人選秀會，於2008年7月1日舉行。本屆新人選秀會共有56人參與，最終有19人獲選，由陳國維成為選秀狀元。

## 選秀結果
| [ 2 ] [ 3 ] | 臺銀   | 台灣大 | 達欣   | 璞園   | 米迪亞 | 台啤   | 裕隆   |
| ----------- | ------ | ------ | ------ | ------ | ------ | ------ | ------ |
| 第一輪      | 陳國維 | 鍾秀鼐 | 吳宏興 | 張智偉 | 張峻瑋 | 蘇柏彰 | 林傑閔 |
| 第二輪      | 陳磐澤 | 朱振維 | 陳禹誌 | 謝博堯 | 賴華斌 | 藩家輝 | 潘冠翰 |
| 第三輪      | 放棄   | 放棄   | 放棄   | 葛記豪 | 彭健瑜 | 放棄   | 徐偉倫 |
| 第四輪      | 不適用 | 不適用 | 不適用 | 放棄   | 羅健威 | 不適用 | 陳威宇 |
| 第五輪      | 不適用 | 不適用 | 不適用 | 不適用 | 放棄   | 不適用 | 放棄   |

## 參加名單
- 徐維聰
- 徐偉倫
- 黃郁翔
- 張智偉
- 陳禹誌
- 劉明仁
- 江尚謙
- 郭晏瑜
- 陳國維
- 陳冠仲
- 魏君翰
- 李璧全
- 喻志平
- 蘇柏彰
- 劉俊宏
- 賴華斌
- 吳宏興
- 張峻瑋
- 蔡佶憲
- 石凱文
- 藩家輝
- 陳磐澤
- 陳威宇
- 鍾秀鼐
- 陳嘉元
- 曾文
- 王智元
- 李侑霖
- 紀貞甫
- 葛記豪
- 潘冠翰
- 王聰文
- 徐一修
- 朱振維
- 王顥宇
- 羅健威
- 彭健瑜
- 沈達焜
- 林建信
- 郭宗儒
- 林財吉
- 劉重志
- 翁振剛
- 翁宗敬
- 莊鴻偉
- 丁毅銘
- 謝嘉浩
- 全孝勤
- 黃嘉評
- 林嘉政
- 朱家弘
- 謝博堯
- 廖哲億
- 曾繼平
- 戴昂峰
- 王世傑

參考資料：